# 松尾悦子
松尾 悦子（まつお えつこ、1951年3月13日 - ）は、日本の女優、歌手。茨城県出身。

## 出演作品

### テレビドラマ
- 日本怪談劇場 第11話「怪談・耳なし芳一」（1970年、12ch） - 建礼門院
- ありがとう 第1シリーズ 第27話（1970年、TBS / テレパック）
- 美しきチャレンジャー（1971年、TBS / 国際放映） - 里見のり子
- 特別機動捜査隊（NET / 東映）
  - 第492話「ちぎれた愛」（1971年） - 秋子
  - 第538話「愚かなる暴走」（1972年） - 早苗
  - 第585話「華麗なる貧困」（1973年） - 依子
  - 第626話「女のみち」（1973年） - 田鶴子
  - 第788話「無情の風に散る」（1976年） - 松尾冬子 ※特別出演
- 仮面ライダーシリーズ（MBS / 東映）
  - 仮面ライダー
    - 第26話「恐怖のあり地獄」（1971年） - 雪子
    - 第74話「死の吸血魔 がんばれ!!ライダー少年隊」（1972年） - 看護婦[2]
    - 第97話「本郷猛 変身不可能!!」（1973年） - アベック[3]

  - 仮面ライダーX 第2話「走れクルーザー! Xライダー!!」（1974年） - 団地の住人
- ブラザー劇場（TBS / 東映）
  - 刑事くん
    - 第1部 第11話「泣くなつむじ風」（1971年）
    - 第2部 第36話「愛と憎しみの彼方に」（1973年）

  - 熱血猿飛佐助 第8話「父よりも強く…」（1972年） - 奈々
- 真昼の月（1972年、THK）
- 怪談 第8話「大奥あかずの間」（1972年、MBS / 歌舞伎座テレビ室）
- 人造人間キカイダー 第12話「残酷 魔女シルバーキャット」（1972年、NET / 東映） - 一ツ橋洋子
- 変身忍者 嵐 第33話「ヒマラヤの死神!!」（1972年、MBS / 東映） - リタ
- プレイガール 第218話「夜歩く死美人」（1973年、12ch / 東映）
- 伝七捕物帳 第45話「無情の花嫁衣裳」（1974年、NTV / ユニオン映画） - お鈴

### レコード
- ひえつき哀歌（東宝レコード）